# Rhönrad-Weltmeisterschaft 2011
Die 9. Rhönrad-Weltmeisterschaft fand vom 1. Juni bis 5. Juni 2011 in Arnsberg statt. Riccarda Vogel wurde Juniorinnen Mehrkampf Weltmeisterin, sowohl Juniorinnen Weltmeisterin in allen 3 Disziplinen und gilt darum als erfolgreichste Teilnehmerin der WM.

## Zeitplan
| Mi 1. Juni  | Eröffnungsfeier                    |
| Do 2. Juni  | Mehrkampf Senioren                 |
| Fri 3. Juno | Mehrkampf Junioren Team Finale     |
| Sa 4. Juni  | Einzelfinale Junioren und Senioren |
| Quelle:     |                                    |

## Mehrkämpfe Erwachsene
2. Juni 2011

### Turnerinnen
Im Mehrkampfwettberwerb setzten sich die drei deutschen Favoritinnen klar durch. Die viertplatzierte Japanerin Jokojuma wies einen Rückstand von 2,2 Punkten auf die Bronzemedaillengewinnerin auf.
| Platz | Land        | Athletin       | Punkte |
| ----- | ----------- | -------------- | ------ |
| 1     | Deutschland | Laura Stullich | 30,20  |
| 2     | Deutschland | Jenny Hoffmann | 28,10  |
| 3     | Deutschland | Svenja Trepte  | 28,00  |

### Turner
| Platz | Land        | Athlet            | Punkte |
| ----- | ----------- | ----------------- | ------ |
| 1     | Deutschland | Robert Maaser     | 32,70  |
| 2     | Deutschland | Christoph Clausen | 30,20  |
| 3     | Japan       | Motonobu Tamura   | 29,00  |

## Mehrkämpfe Jugend
3. Juni 2011

### Jugendturnerinnen
| Platz | Land        | Athletin       | Punkte |
| ----- | ----------- | -------------- | ------ |
| 1     | Deutschland | Riccarda Vogel | 29,45  |
| 2     | Deutschland | Sarah Metz     | 27,15  |
| 3     | Deutschland | Lilia Lessel   | 26,50  |

### Jugendturner
| Platz | Land        | Athlet             | Punkte |
| ----- | ----------- | ------------------ | ------ |
| 1     | Deutschland | Tim Reiter         | 25,50  |
| 2     | Deutschland | Marvin Homeyer     | 24,70  |
| 3     | Deutschland | Daniel Sternberger | 24,50  |

## Einzelfinale Erwachsene
4. Juni 2011

### Gerade-Musikkür Turnerinnen
| Platz | Land        | Athletin         | Punkte |
| ----- | ----------- | ---------------- | ------ |
| 1     | Deutschland | Laura Stullich   | 12,45  |
| 2     | Niederlande | Kirstin Heerdink | 11,45  |
| 3     | Deutschland | Jenny Hoffmann   | 11,00  |

### Gerade-Musikkür Turner
| Platz | Land        | Athlet          | Punkte |
| ----- | ----------- | --------------- | ------ |
| 1     | Niederlande | Boy Looijen     | 12,15  |
| 2     | Deutschland | Robert Maaser   | 11,50  |
| 3     | Japan       | Motonobu Tamura | 10,95  |

### Spiraleturnen Turnerinnen
| Platz | Land        | Athletin       | Punkte |
| ----- | ----------- | -------------- | ------ |
| 1     | Deutschland | Svenja Trepte  | 9,65   |
| 2     | Deutschland | Laura Stullich | 9,50   |
| 3     | Japan       | Takako Hiwa    | 8,85   |

### Spiraleturnen Turner
| Platz | Land        | Athlet            | Punkte |
| ----- | ----------- | ----------------- | ------ |
| 1     | Deutschland | Christoph Clausen | 11,20  |
| 2     | Deutschland | Robert Maaser     | 11,00  |
| 3     | Niederlande | Boy Looijen       | 9,20   |

### Sprung Turnerinnen
| Platz | Land        | Athletin           | Punkte |
| ----- | ----------- | ------------------ | ------ |
| 1     | Niederlande | Kirstin Heerdink   | 9,65   |
| 2     | Deutschland | Kathrin Schad      | 8,75   |
| 3     | Norwegen    | Ruth-Kari Krokeide | 8,65   |

### Sprung Turner
| Platz | Land        | Athlet          | Punkte |
| ----- | ----------- | --------------- | ------ |
| 1     | Deutschland | Robert Maaser   | 9,80   |
| 2     | Japan       | Motonobu Tamura | 8,15   |
| 3     | Russland    | Ivan Sommer     | 8,20   |

## Einzelfinale Jugend
4. Juni 2011

### Geradeturnen Jugendturnerinnen
| Platz | Land        | Athletin             | Punkte |
| ----- | ----------- | -------------------- | ------ |
| 1     | Deutschland | Riccarda Vogel       | 11,40  |
| 2     | Deutschland | Lilia Lessel         | 10,90  |
| 3     | Schweiz     | Cheyenne Rechsteiner | 10,80  |

### Geradeturnen Jugendturner
| Platz | Land        | Athlet         | Punkte |
| ----- | ----------- | -------------- | ------ |
| 1     | Deutschland | Marvin Homeyer | 10,40  |
| 2     | Deutschland | Tim Reiter     | 10,15  |
| 3     | Israel      | Ori Milbauer   | 8,80   |

### Spiraleturnen Jugendturnerinnen
| Platz | Land        | Athletin             | Punkte |
| ----- | ----------- | -------------------- | ------ |
| 1     | Deutschland | Riccarda Vogel       | 9,70   |
| 2     | Deutschland | Kira Weise           | 9,35   |
| 3     | Schweiz     | Cheyenne Rechsteiner | 7,85   |

### Spiraleturnen Jugendturner
| Platz | Land        | Athlet         | Punkte |
| ----- | ----------- | -------------- | ------ |
| 1     | Deutschland | Marvin Homeyer | 8,10   |
| 2     | Deutschland | Tim Reiter     | 7,50   |
| 3     | Deutschland | Niklas Reuther | 7,20   |

### Sprung Jugendturnerinnen
| Platz | Land        | Athletin       | Punkte |
| ----- | ----------- | -------------- | ------ |
| 1     | Deutschland | Riccarda Vogel | 8,25   |
| 2     | Deutschland | Sarah Metz     | 8,15   |
| 3     | Osterreich  | Anja Hoffmann  | 8,10   |

### Sprung Jugendturner
| Platz | Land        | Athlet             | Punkte |
| ----- | ----------- | ------------------ | ------ |
| 1     | Deutschland | Daniel Sternberger | 8,65   |
| 2     | Deutschland | Tim Reiter         | 7,95   |
| 3     | Niederlande | Koen Douwes Dekker | 7,15   |

## Mannschaftsfinale
3. Juni 2011
| Platz | Land        | Athleten                                                                                       | Punkte |
| ----- | ----------- | ---------------------------------------------------------------------------------------------- | ------ |
| 1     | Deutschland | Jenny Hoffmann, Svenja Trepte, Laura Stullich, Kathrin Schad, Robert Maaser, Christoph Clausen | 53,65  |
| 2     | Niederlande |                                                                                                | 49,35  |
| 3     | Japan       |                                                                                                | 47,65  |